# Джойс, Джон Джо
Джон Джо Джойс (англ. John Joe Joyce; род. 17 октября 1987, Лимерик) — ирландский боксёр, представитель полусредних весовых категорий. Выступал за сборную Ирландии по боксу во второй половине 2000-х — первой половине 2010-х годов, бронзовый призёр чемпионата Европы, победитель и призёр турниров международного значения, участник летних Олимпийских игр в Пекине.

## Биография
Джон Джо Джойс родился 17 октября 1987 года в городе Лимерик, Ирландия. Рос в спортивной семье, его двоюродные братья Дэвид Оливер Джойс и Джозеф Уорд тоже стали достаточно известными боксёрами.
Дебютировал на международной арене в 2003 году, когда выступил на кадетских чемпионате Европы в Каунасе и чемпионате мира в Бухаресте. В течение последующих лет принимал участие во многих кадетских и юниорских турнирах.
В 2007 году впервые одержал победу на взрослом чемпионате Ирландии в зачёте лёгкой весовой категории и вошёл в основной состав ирландской национальной сборной, в частности выступил на чемпионате мира в Чикаго, где уже на предварительном этапе первого полусреднего веса был остановлен венгром Дьюлой Кате.
В 2008 году вновь был лучшим в зачёте ирландского национального первенства и занял первое место на второй европейской олимпийской квалификации в Афинах, благодаря чему прошёл отбор на летние Олимпийские игры в Пекине. На Играх, выступая в категории до 64 кг, благополучно прошёл первого соперника по турнирной сетке, тогда как во втором бою тай-брейком потерпел поражение от доминиканца Мануэля Диаса. Также в этом сезоне выиграл бронзовую медаль на чемпионате Европы в Ливерпуле.
На чемпионате Ирландии 2009 года был вторым, уступив в финале Филипу Сатклиффу.
В 2010 году в полусреднем весе боксировал на европейском первенстве в Москве, проиграв в четвертьфинале украинцу Тарасу Шелестюку. Участвовал в матчевых встречах лиги World Series of Boxing, представляя американскую команду из Майами.
В последующие годы не мог пробиться в основной состав сборной, уступая в конкурентной борьбе таким боксёрам как Адам Нолан и Стивен Доннелли.